# (73891) Pietromennea
(73891) Pietromennea ist ein im mittleren Hauptgürtel gelegener Asteroid. Er wurde vom italienischen Amateurastronomen Vincenzo Silvano Casulli am 10. März 1997 am Observatorium im Ortsteil Vallemare (IAU-Code A55) der Gemeinde Borbona in der Provinz Rieti entdeckt. Sichtungen des Asteroiden hatte es vorher schon am 19., 20. und 24. März 1993 unter der vorläufigen Bezeichnung 1993 FP41 am La-Silla-Observatorium in Chile. gegeben.
(73891) Pietromennea wurde am 31. Januar 2018 nach dem italienischen Leichtathleten Pietro Mennea (1952–2013) benannt, dem ehemaligen Weltrekordhalter über 200 Meter.